# 보성강로
보성강로(Boseonggang-ro) 보성군 보성읍 만평삼거리에서 복내면을 잇는 전라남도의 도로이다.

## 주요 경유지
전라남도
- 보성군 (보성읍 . 미력면 . 겸백면 . 복내면)

## 노선
| 이름          | 접속 노선              | 소재지 | 소재지 | 비고 |
| ------------- | ---------------------- | ------ | ------ | ---- |
| 만평삼거리    | 송재로                 | 보성군 | 보성읍 |      |
| 반암교        |                        | 보성군 | 보성읍 |      |
| 성충이고개    |                        | 보성군 | 미력면 |      |
| 덕림 교차로   | 국도 제18호선 (화보로) | 보성군 | 미력면 |      |
| (이름없음)    | 용산길                 | 보성군 | 미력면 |      |
| 용지교        |                        | 보성군 | 미력면 |      |
| (이름없음)    | 용정길                 | 보성군 | 미력면 |      |
| 화방교        |                        | 보성군 | 미력면 |      |
| 평호삼거리    | 충의로                 | 보성군 | 겸백면 |      |
| (이름없음)    | 율어로                 | 보성군 | 복내면 |      |
| 개기로와 직결 |                        |        |        |      |

## 주요 시설및 건물
- 용정중학교 (보성강로 279/용정리 186)